# Thelephora congesta
Thelephora congesta är en svampart som beskrevs av Berk. 1872. Thelephora congesta ingår i släktet vårtöron och familjen Thelephoraceae.   Inga underarter finns listade i Catalogue of Life.